# Keith Bryen
Keith Bryen (Sydney, 1927 - aldaar, 22 oktober 2013) was een Australisch motorcoureur. Zijn beste seizoen was dat van 1957, toen hij als fabriekscoureur voor AJS, Matchless en Moto Guzzi op mocht treden. 

## Carrière
Keith Bryen begon al jong op motorfietsen te rijden, omdat dat de goedkoopste vorm van vervoer was door de hoge brandstofprijzen. Het racen volgde in 1947 op korte dirttrackcircuits als Little Brooklands in Sydney, Wynstannes, Wallacia en Blacktown. Zijn eerste motorfiets was een BSA met zijspan uit 1936. Die werd gevolgd door een Triumph Thunderbird uit 1946 die tot racer werd omgebouwd en daarna kwam er ook nog een Norton International uit 1937 die ook voor races werd omgebouwd. Hij werd een van de oprichters van de Merrylands Motorcycle Club.
Hij ging werken bij BSA-dealer Bennett & Wood, waardoor hij goedkoop met een BSA Gold Star kon racen, maar Eric McPherson bood hem een baan bij AJS-dealer P&R Williams aan, waardoor hij tegen inkoopsprijs een AJS 7R kon kopen. Met de AJS racete hij in 1950 in Bathurst en Melbourne, zonder veel succes.
Hij werd mede-eigenaar van een 350cc-Velocette KTT Mk VIII, waarmee hij in de Junior TT van Bathurst van 1951 vierde werd achter Maurice Quincey, Ernie Ring en Harry Hinton, maar nog voor zijn toekomstige teamgenoot Keith Campbell.
Zoals veel Australiërs en Nieuw-Zeelanders wilde Keith Bryen zijn geluk in de TT van Man beproeven. Hij werkte bijna twee jaar om te sparen voor de overtocht en twee Norton Manx-racers. In 1953 reisde hij naar Birmingham om zijn Nortons op te halen en kocht hij een Bedford-busje dat in de komende tijd zijn woon- en werkplaats werd. Bij de Norton-fabriek ontmoette hij zijn landgenoot Ken Kavanagh en de Rhodesiër Ray Amm, die allebei fabriekscoureur waren. 

### Wereldkampioenschap wegrace

#### 1953
Omdat de TT van Man deel uitmaakte van het wereldkampioenschap wegrace betekende zijn TT-debuut tevens het debuut in het WK. Keith werd in de Junior TT 23e, maar viel in de Senior TT uit. Tijdens die race werd hij ook geconfronteerd met het gevaar van de Snaefell Mountain Course, toen de Tasmaniër Geoff Walker dodelijk verongelukte. Hij werd elfde in de 500cc-TT van Assen en zeventiende in de Grand Prix van België. Hij maakte kennis met het Continental Circus, waar de Australiërs en Nieuw-Zeelanders een tamelijk hechte groep vormden omdat ze er daadwerkelijk leefden en tijdens het seizoen niet naar huis konden. Na de Belgische Grand Prix ging Keith Bryen echter terug naar Australië.

#### 1954 en 1955
Voor het seizoen 1954 keerde hij terug naar Europa, maar zijn seizoen eindigde al toen hij in de Ulster Grand Prix viel en een schouder en een sleutelbeen brak. Bryen ging weer naar huis en op de boot ontmoette hij zijn toekomstige vrouw Gwen. Hij verkocht zijn beide Norton-racers aan Tony McAlpine. Hij herstelde genoeg om met zijn team de 650cc-klasse van de 24-uursrace van Mount Druitt te winnen. In 1955 herhaalde het team dat resultaat, maar Bryen trok niet naar Europa. Hij racete zes maanden niet. Hij trouwde met Gwen en pas in 1956 gingen ze samen naar Europa. 

#### 1956
Het seizoen 1956 begon met het ophalen van twee nieuwe Nortons. Keith en Gwen reisden door Europa met het Continental Circus, waar Keith naast het wereldkampioenschap ook aan andere internationale races deelnam. Dat was nodig om van de start- en prijzengelden te kunnen leven. Hij werd elfde in de Junior TT en viel uit in de Senior TT. In de TT van Assen scoorde Keith zijn eerste WK-punten met een vierde plaats in de 500cc-race. In de Grand Prix van Duitsland werd hij zesde. Hij won zijn eerste internationale race in Clermont-Ferrand, maar tijdens een internationale race in Tampere (Finland) brak hij opnieuw een sleutelbeen, een schouder en enkele ribben.

#### 1957
Gwen en Keith, die hun huis in Australië verkocht hadden, besloten tijdens de winter in Engeland te blijven. Keith kreeg een baan bij Norton in Birmingham en kocht twee fabrieksracers uit 1956 om in het seizoen 1957 te gebruiken. Hij startte in de Coppa d'Oro Shell op het Autodromo Enzo e Dino Ferrari in Imola, maar raakte de gevallen Gilera 500 4C van Geoff Duke en brak een teen. Duke stond erop Keith's Norton te repareren, maar zijn voet moest twee weken in een gipsverband. Voor de TT van Man kreeg hij echter een aanbod om met fabrieksracers van Associated Motor Cycles te rijden: de 500cc-Matchless G45 en de 350cc-AJS 7R, ingezet met steun van de dealers Tom Arter en Bob Foster. Het werd geen succes: zowel de Matchless als de AJS waren trager dan Keith's eigen Nortons en hij werd zowel in de Junior- als de Senior TT dertiende. Tijdens de TT van Assen gebruikte hij zijn Nortons weer en hij werd zesde in de 500cc-race en vijfde in de 350cc-race. Dat viel op bij het team van Moto Guzzi. Ingenieur Giulio Cesare Carcano en teammanager Umberto Todera boden Keith de snelle Moto Guzzi Monocilindrica 350 aan plus een toelage van 150 pond. Met die machine werd hij in de Grand Prix van België derde na een flink gevecht met Libero Liberati (Gilera 350 4C) en Moto Guzzi-fabrieksrijder Keith Campbell. Met zijn eigen Norton Manx werd hij derde in de 500cc-race. Hij won ook een internationale race op de Norisring voor hij afreisde naar de Ulster Grand Prix. In Ulster hadden Campbell en Bryen samen vijf Moto Guzzi's om te racen. Keith Bryen kreeg voor de 500cc-race een Moto Guzzi Monocilindrica 500. Campbell viel in de 500cc-race uit, maar Keith Bryen werd vijfde. In de 350cc-race reed Bryen de snelste ronde, maar hij werd tweede achter Campbell. Een week voor de GP des Nations huurde Moto Guzzi het Autodromo Nazionale di Monza af om te testen. Keith Bryen kreeg zo ook de kans om de Moto Guzzi V8 te testen. Campbell crashte echter met de V8 en was uitgeschakeld voor de race. Daarom kwam Moto Guzzi in de 500cc-klasse niet aan de start en in de 350cc-klasse was Keith Bryen nu eerste rijder. Hij moest meer tegen zijn hevig slingerende machine dan tegen zijn tegenstanders vechten en gaf na vijf ronden op. Hij beëindigde het seizoen als vierde in de 350cc-stand en als zevende in de 500cc-stand.
Keith en Gwen reisden na het seizoen 1957 naar Australië om zich voor te bereiden op de geboorte van hun eerste kind. Nadat hij goede resultaten had geboekt als fabrieksrijder voor Moto Guzzi verwachtte Keith een druk seizoen in dienst van de Italianen, maar in het najaar kreeg hij een brief met het bericht dat Moto Guzzi, Gilera en Mondial zich zouden terugtrekken uit het wereldkampioenschap.

## Na de racecarrière
Keith overwoog in het seizoen 1958 te starten met zijn vrijwel ongebruikte Norton Manx-racers, maar zag daarvan af. In plaats daarvan trad hij in dienst van de service afdeling van de Victa-grasmaaierfabriek in Milperra, waar hij dertig jaar lang zou blijven.
In Australië bleef Keith Bryen vrij onbekend, omdat hij daar weinig grote wedstrijden had gewonnen, maar de rijders van het Continental Circus waardeerden hem zeer. Toen in de jaren zeventig de historische races in Australië opgang deden, reed Keith Bryen af en toe met een AJS 7R van Barry Ryan of op een DKW RE 250 van Eric Williams. Toen er in 1981 op Brands Hatch een tweedaags festival werd georganiseerd ter ere van John Surtees, kreeg Keith Bryen een persoonlijke uitnodiging om op een van de AJS Boy Racers te rijden uit de privéverzameling van Surtees. In 1993 had Bryen een van zijn beste "classic race"-ervaringen toen Ferry Brouwer hem uitnodigde voor de Centennial TT in Assen en hem een 350cc-Ducati ter beschikking stelde.
Keith en Gwen woonden in Thornleigh, een wijk in het noorden van Sydney, tot ze verhuisden naar een "retirement village". Gwen's gezondheid ging achteruit waardoor ze permanente zorg nodig had. Keith kreeg in 2013 een beroerte, waarvan hij leek te herstellen, maar op 22 oktober 2013 overleed hij plotseling. 

### Fotografie
Toen Keith Bryen in 1953 voor het eerst bij de Norton-fabriek in Birmingham kwam, kreeg hij van Ken Kavanagh en 35mm-camera te leen om zijn eerste seizoen in Europa vast te leggen. Daardoor ontstond een grote liefde voor het fotograferen, en Keith Bryen liet een groot aantal foto's na, veelal in kleur in de tijd dat dat nog niet gebruikelijk was. 

## Wereldkampioenschap wegrace resultaten
(Races in cursief geven de snelste ronde aan)
| Jaar | Klasse | Team       | Motorfiets         | 1       | 2       | 3      | 4     | 5     | 6       | 7     | 8     | 9     | Punten | Plaats | Overwinningen |                                                | Wereldkampioen |
| ---- | ------ | ---------- | ------------------ | ------- | ------- | ------ | ----- | ----- | ------- | ----- | ----- | ----- | ------ | ------ | ------------- | ---------------------------------------------- | -------------- |
| 1953 | 300 cc | Privé      | Norton 40M         | IOM 23  | NED -   | BEL -  | DUI - | FRA - | ULS -   | ZWI - | NAT - | SPA - | 0      | -      | 0             | Fergus Anderson, Moto Guzzi Monocilindrica 350 |                |
| 1953 | 500 cc | Privé      | Norton 30M         | IOM DNF | NED 11  | BEL 17 | DUI - | FRA - | ULS -   | ZWI - | NAT - |       | 0      | -      | 0             | Geoff Duke, Gilera 500 4C                      |                |
| 1954 | 350 cc | Privé      | Norton 40M         | FRA -   | IOM DNF | ULS -  | BEL - | NED - | DUI -   | ZWI - | NAT - | SPA - | 0      | -      | 0             | Fergus Anderson, Moto Guzzi Monocilindrica 350 |                |
| 1954 | 500 cc | Privé      | Norton 30M         | FRA -   | IOM 13  | ULS -  | BEL - | NED - | DUI -   | ZWI - | NAT - | SPA - | 0      | -      | 0             | Geoff Duke, Gilera 500 4C                      |                |
| 1956 | 350 cc | Privé      | Norton 40M         | IOM 11  | NED -   | BEL -  | DUI - | ULS - | NAT -   |       |       |       | 0      | -      | 0             | Bill Lomas, Moto Guzzi Monocilindrica 350      |                |
| 1956 | 500 cc | Privé      | Norton 30M         | IOM DNF | NED 4   | BEL 10 | DUI 6 | ULS - | NAT -   |       |       |       | 4      | 12e    | 0             | John Surtees, MV Agusta 500 4C                 |                |
| 1957 | 350 cc | Privé      | Norton 40M         | DUI -   |         | NED 5  |       |       |         |       |       |       | 12     | 4e     | 0             | Keith Campbell, Moto Guzzi Monocilindrica 350  |                |
| 1957 | 350 cc | AJS        | 7R                 |         | IOM 13  |        |       |       |         |       |       |       | 12     | 4e     | 0             | Keith Campbell, Moto Guzzi Monocilindrica 350  |                |
| 1957 | 350 cc | Moto Guzzi | Monocilindrica 350 |         |         |        | BEL 3 | ULS 2 | NAT DNF |       |       |       | 12     | 4e     | 0             | Keith Campbell, Moto Guzzi Monocilindrica 350  |                |
| 1957 | 500 cc | Privé      | Norton 30M         | DUI -   |         | NED 6  | BEL 3 |       |         |       |       |       | 7      | 7e     | 0             | Libero Liberati, Gilera 500 4C                 |                |
| 1957 | 500 cc | Matchless  | G45                |         | IOM 13  |        |       |       |         |       |       |       | 7      | 7e     | 0             | Libero Liberati, Gilera 500 4C                 |                |
| 1957 | 500 cc | Moto Guzzi | Monocilindrica 500 |         |         |        |       | ULS 5 | NAT -   |       |       |       | 7      | 7e     | 0             | Libero Liberati, Gilera 500 4C                 |                |